# Luxpole

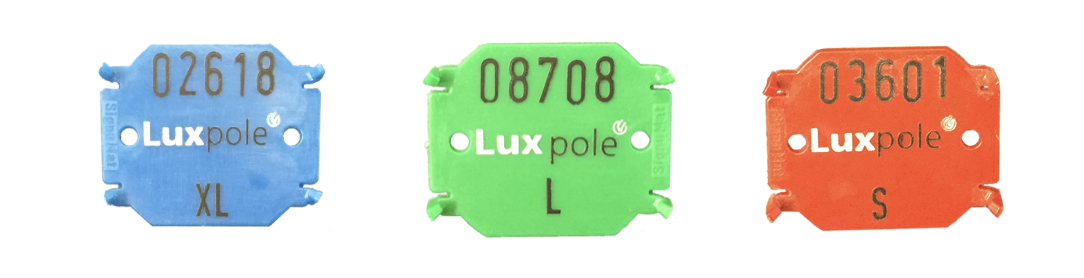
Label Luxpole apposé sur les poteaux bois de lignes aériennes.

Luxpole est un label de qualité qui classe les poteaux et mâts en bois en fonction de leur performance mécanique.

## Le référentiel des poteaux bois
Les énergéticiens et les opérateurs de télécommunication classent leurs poteaux bois pour avoir les meilleurs composants avec le plus de fiabilité structurelle pour construire des nouveaux réseaux de lignes aériennes dans un but de sécurité pour le personnel.

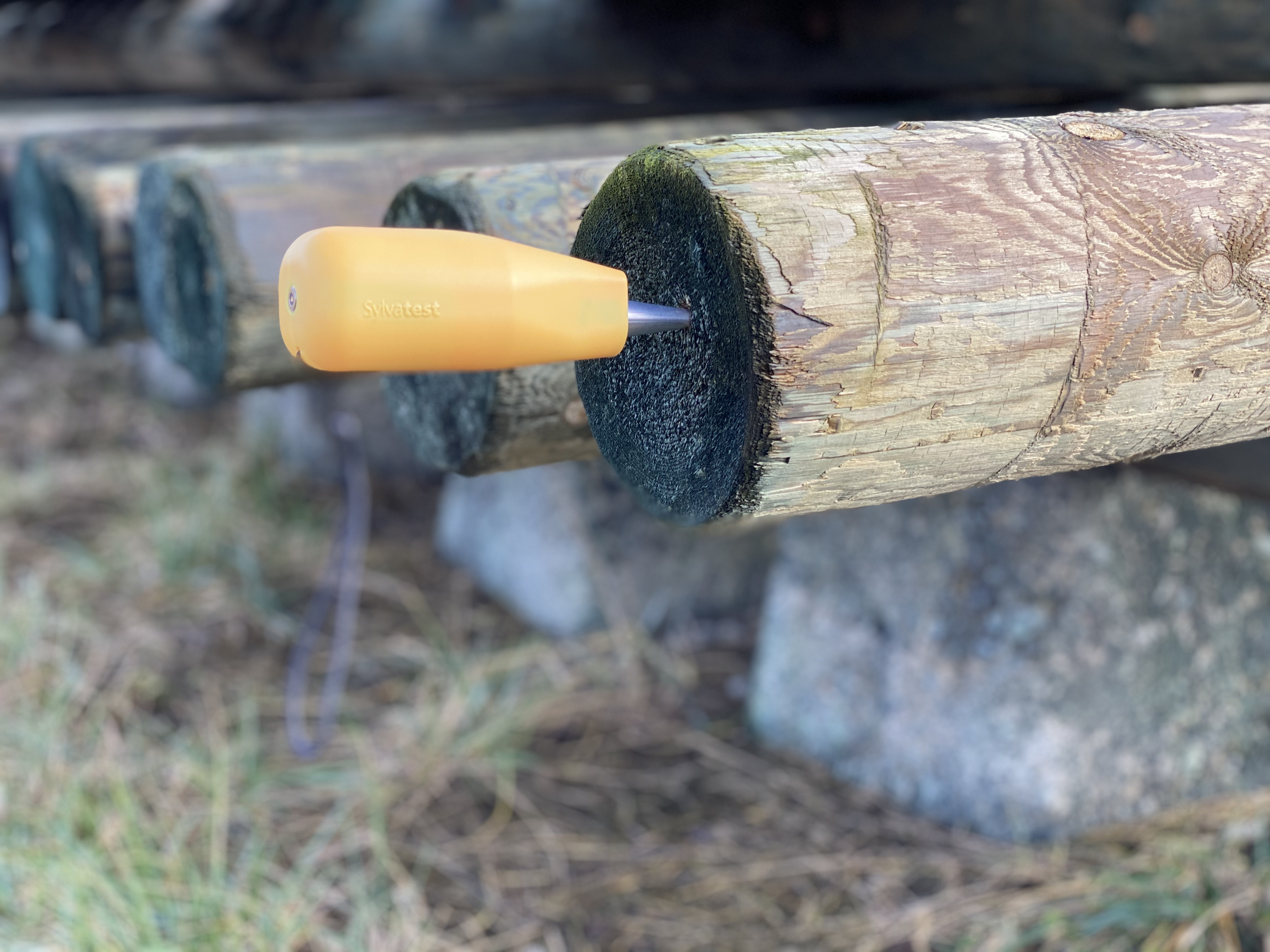
Test Luxpole.

Le label Luxpole, basé sur la technologie Sylvatest qui mesure la vitesse de propagation d’une onde basse fréquence et l’énergie acoustique transmise, permet d’identifier les poteaux bois à l’état neuf offrant une performance mécanique accrue, garantissant ainsi des poteaux de qualité supérieure.
Ce label permet d’éliminer les 4% de poteaux trop faibles pour entrer dans le réseau, et évite donc de construire des infrastructures avec des composants défaillants. Comme le précise le magazine Bois & Business, pour tout produit industriel, et plus encore avec un matériau naturel comme le bois, un test de performance à l’origine est indispensable pour améliorer la fiabilité du réseau.

## Le référentiel mondial
Le label Luxpole est un référentiel mondial avec des tests non destructifs réalisées sur diverses essences de bois. Des tests de poteaux neufs ont été mesurés sur du bois tropical au Cameroun.
L'agence Enéo Cameroon a labellisé ses poteaux en bois avec le Sylatest et mis en place le classement Luxpole,. XL signifie très performant, L performant et S pas assez performant pour entrer dans les réseaux.